# ديك إدواردز
ديك إدواردز (بالإنجليزية: Dick Edwards) (20 نوفمبر 1942 - يونيو 2025) هو لاعب كرة قدم بريطاني في مركز الدفاع. لعب مع أستون فيلا ونادي مانسفيلد تاون.

## وصلات خارجية
- ديك إدواردز على موقع قاعدة بيانات كرة القدم.إي يو (الإنجليزية)